# SimCity 3000
SimCity 3000 – strategiczno-ekonomiczna gra komputerowa, w której gracz, wcielając się w burmistrza, ma za zadanie zbudować wirtualne miasto i zarządzać nim. SimCity 3000 jest trzecią odsłoną SimCity stworzonej przez Willa Wrighta i firmę Maxis. Jej poprzednikiem jest SimCity 2000, a kolejną częścią SimCity 4.

## Historia i zmiany w grze
W lecie 1997, Maxis ogłosiło, że zostanie wydana nowa odsłona SimCity – SimCity 3000. Nowa gra miała zaoferować pełną grafikę 3D i pozwolić graczom na poruszanie się po mieście w pełnym trójwymiarze. Miały być trójwymiarowe modele samochodów, łodzi, samolotów i ludzi.
Projektanci SimCity sięgnęli po wypróbowany już rzut izometryczny znany graczom z poprzedniej odsłony – SimCity 2000. W SimCity 3000 jednak zwiększono liczbę kolorów z 256 do 64000, co dało niezwykłe – jak na tamte czasy – wrażenia wizualne. Oprócz lepszej grafiki, Maxis zaoferował graczom możliwość obrócenia planszy gry. Każdy budynek w grze można zobaczyć z czterech stron. Ponadto, wiele budynków posiada własne animacje np. w parkach można zauważyć kręcącą się karuzelę, a na obiektach przemysłowych obracające się anteny satelitarne. Przebudowano też interfejs. Gazety zastąpiono Nowinkami i paskiem u dołu ekranu, w którym przesuwają się nagłówki. Rozbudowano narzędzia budżetu i zarządzania miastem. Po raz pierwszy też wprowadzono doradców i petentów, którzy pomagają w grze, choć bywają też natrętni. Nowością w grze jest dźwięk stereo. W SimCity 3000 wprowadzono starzenie się budynków służb komunalnych: elektrowni, pomp oraz spalarni odpadów i centrów recyklingu. Starzenie doprowadza do zmniejszenia wydajności pracy, a po pewny czasie może dojść do zniszczenia budowli, co w przypadku elektrowni atomowej może mieć daleko idące skutki takie jak skażenie promieniotwórcze. Po raz pierwszy wprowadzono miasta sąsiednie, z którymi gracz może handlować: wodą, energią elektryczną i odpadami. Nowością są też nagrody, które dostaje się za dobre zarządzanie miastem. Niektóre z nich podnoszą standard życia mieszkańców, podnoszą wartość ziemi, itp. Wśród nich są takie, które przynoszą miastu dochód, ale nie cieszą się popularnością wśród mieszkańców.
SimCity 3000 jest pierwszą z gier w serii SimCity, która oddaje prawdziwą naturę miasta. W mieście widać przechodniów spacerujących po chodnikach, bawiących się w parkach, widać również samochody, których jest kilkanaście typów. W przeciwieństwie do wcześniejszych wersji gry, samochody te indywidualnie poruszają się po wyznaczonych przez symulator ruchu gry, trasach. W dodatku każdy samochód również jest trójwymiarowy i nie jest – tak jak wcześniej – tylko kropką na ulicy. Ważną cechą SimCity 3000 jest możliwość ukształtowania terenu: można tworzyć rzeki, jeziora i góry. W przeciwieństwie do poprzednich wersji zależnie od wysokości zmienia się kolor planszy od jasnozielonego (niziny) przez brązowy (wyżyny) do białego (góry). Wprowadzone zostały też różne rodzaje drzew (w SimCity 2000 były tylko sosny).
W SimCity 3000 zwiększono czterokrotnie ilość powierzchni do budowy, a by zobaczyć swoje miasto w całej krasie, należy użyć największego oddalenia. Zwiększona została też rozdzielczość do 1280x1024.
Maxis zaoferowało również wiele wtyczek do SimCity 3000, poczynając od nowych budynków (również tych stworzonych przez fanów) do nowych katastrof. Został położony nacisk na internetowy aspekt gry, dlatego oficjalna strona została mocno rozbudowana, a z poziomu gry można również wejść na oficjalną stronę.

## Ścieżka dźwiękowa
1. Power Grid
2. Magic City
3. Illumination
4. Building
5. Window Washer's Dream
6. Infrastructure
7. New Terrain
8. SimCity Theme
9. Sim Broadway
10. Urban Complex
11. Park Sunday
12. South Bridge
13. Concrete Jungle
14. Night Life
15. Updown Town

## Reedycje

### SimCity 3000 Unlimited
SimCity 3000 Unlimited jest kontynuacją gry wydaną w 2000 roku, w Europie gra nazywa się SimCity 3000 World Edition. Wbrew pozorom nie jest to dodatek, a samodzielna wersja gry.
Gra została wzbogacona o nowe budynki (do wyboru mamy budynki w stylu amerykańskim, azjatyckim, lub europejskim). Kosmetycznie zmieniono interfejs. Dodano możliwość zmiany terenu przed budową miasta, cztery nowe katastrofy i punkt orientacyjny. Stworzono 13 scenariuszy znane z wcześniejszych gier SimCity. Umożliwiono też zrobienie zdjęcia miastu. Dostępne są też gotowe miasta na bazie tych autentycznych takie jak Berlin, Madryt, Moskwa i Seul. Oprócz tego, w grę wbudowano program do projektowania budynków i edytor wyżej wymienionych scenariuszy.

### iPhone/iPod Touch
SimCity 3000 zostało wydane w 2008 na iPhone i iPod Touch. Gra jest dostosowana do dotykowego ekranu iPhona.